# Пози Аретіно
«Пози» Аретіно, «Шістнадцять поз», «Любовні пози» (італ. I Modi, Sedici Modi, лат. De omnibus Veneris Schematibus) — частково втрачена знаменита еротична книга епохи Відродження.
Книга ілюстрована 16 гравюрами з різноманітними позами статевого акту, кожну з яких супроводжує сонет П'єтро Аретіно (італ. Sonetti Lussuriosi, «Хтиві сонети», «Розпусні сонети»). Книга вважалася символом розпусти, але, незважаючи на цензурне переслідування та знищення тиражів, була широко відома в добу Ренесансу і в наступні епохи.

## Історія створення

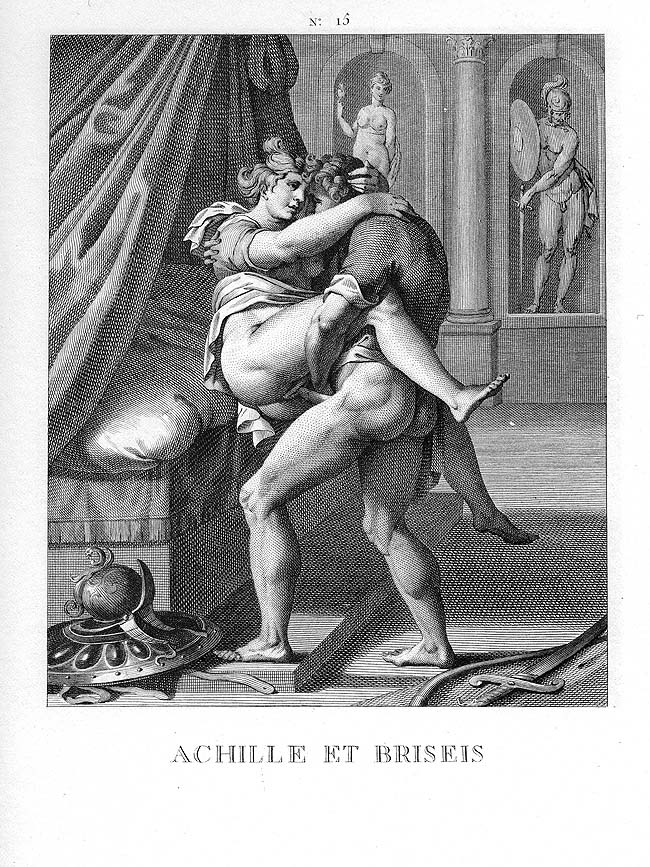
«Ахіл та Брісеїда», гравюра Карраччі

### Оригінальне видання «Поз» Романо
Згідно з легендою, учень Рафаеля Джуліо Романо посварився з папою Климентом VII через несплату гонорару і, щоб помститися, розписав залу Константина в Апостольському палаці Ватикана порнографічними сценами. Фрески були знищені, проте гравер Маркантоніо Раймонді, інший учень Рафаеля, замалював їх, а потім створив за ними гравюри. Більш приземлена версія говорить, що Джуліо Романо намалював ці фрески на замовлення герцога Мантуанського Фредеріко II для Палаццо дель Те в Мантуї.
1524 року Маркантоніо Раймонді видав ці гравюри, що спричинило його арешт за наказом Папи Римського і знищення всіх відбитків. Автор оригінальних картин Джуліо Романо не був покараний, бо працював у закритих приміщеннях, і його роботи не були доступні широкому загалу. Знаменитий поет П'єтро Аретіно написав до кожної з фресок по сонету.

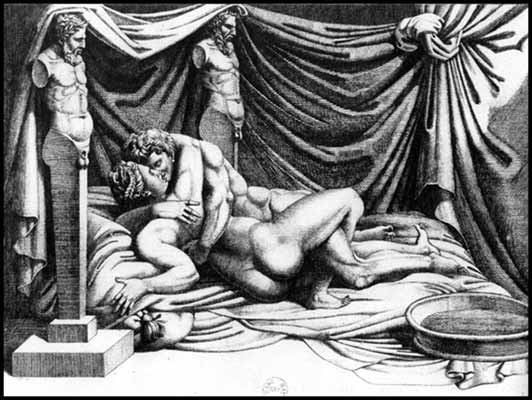
Вціліла гравюра Раймонді

Вазарі пише:

### Оригінальне видання «Поз» Аретіно

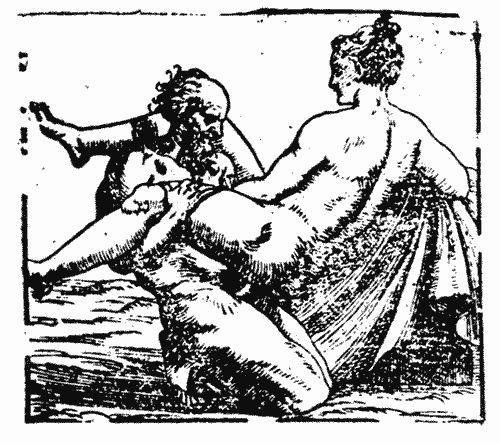
Піратське видання 1550 року

1527 році вийшло друге видання гравюр, тепер уже зі сонетами Аретіно, після чого їхні сюжети почали називати «Позами Аретіно». Видання стало першим твором, що містив у собі еротичні ілюстрації та тексти. За наказом Папи, тираж був знову знищений. Раймонді дивом уник покарання. Аретіно з ганьбою відлучили від папського двору та вигнали з Риму.
Копії двох перших оригінальних видань не збереглося, за винятком деяких фрагментів, що є у Британському музеї, та двох копій пози № 1. Ще один примірник, виданий, найімовірніше, піратським способом 1550 року у Венеції, містить 15 із 16 малюнків. Піратське видання було знайдене в 1920-х роках.
Хоча до нашого часу оригінал Раймонді не дійшов, проте один повний набір малюнків зберігся, бо і піратська копія 1550 року, і т. зв. «Пози Карраччі» спираються на єдине джерело в композиції та стилістиці.

### «Пози» Карраччі та його послідовники

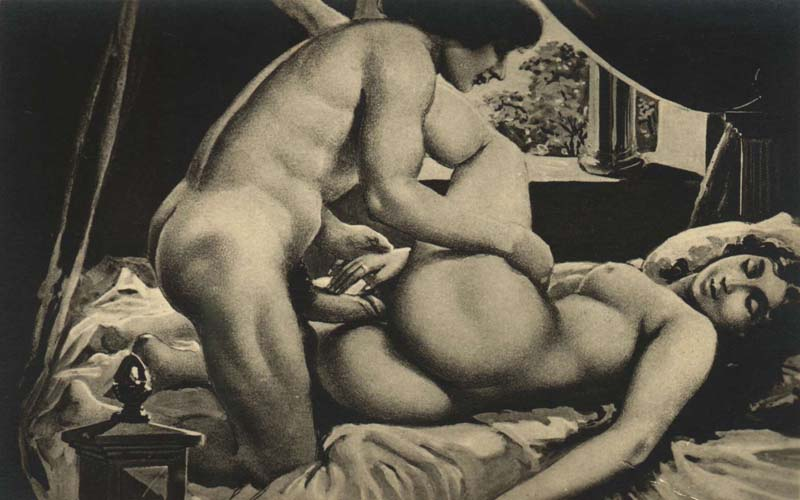
Ілюстрація Авріля, 1892 рік

Нове видання «Поз» здійснив Агостіно Карраччі (1557–1602).
Найпоширенішим його перевиданням є паризький тираж 1798 року під назвою L`Aretin d`Augustin Carrache ou Receuil de Postures Erotiques, d`apres les Gravures a l`eau-forte par cet Artiste celebre, зроблений завдяки Жаку-Жозефу Коіньї (1761–1809).
Декілька художників створювали малюнки до «Поз» на основі іконографії Карраччі. Серед них Вальдек Жан-Фредерік та Авріль Едуар Анрі.

## Зміст

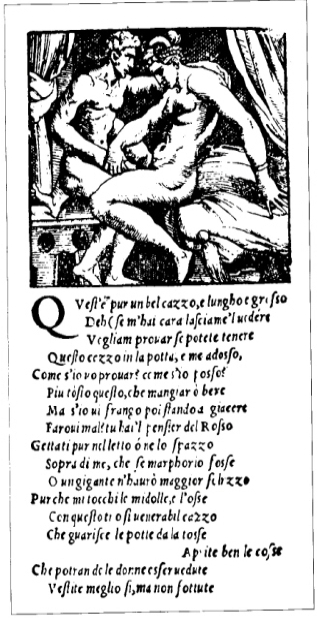

Як припускають, перше видання Раймонді відрізнялось від тих «Поз Аретіно», які дійшли до нащадків у викладі Карраччі. У Карраччі всі малюнки зображують знамениті пари коханців з класичної історії (наприклад, Антонія та Клеопатру), або одружених античних богів (Юпітера та Юнону). Персонажі зображені з впізнаваними атрибутами. Дія відбувається в класичних інтер'єрах, тоді як на збереженій гравюрі Раймонді коханці були звичайними людьми і кохались у звичайних інтер'єрах.
На фронтисписі Карраччі зображена оголена Venus Genetrix, що керує колісницею, запряженою голубами. Фігури несуть явний відбиток стилю епохи — м'язисті торси, малі груди.

### Текст
Текст містить 16 сонетів і два віршовані епілоги. Зміст сонетів здебільшого є сороміцьким діалогом між чоловіком і жінкою, які або готуються кохатися, або вже випробовують якусь із поз.
У деяких випадках Аретіно згадує імена жінок:
- № 12 — куртизанка Анжелі Грека
- № 14 — куртизанка Беатріче де Боніс, родом із Флоренції; пізніше переїхала до Риму та мешкала в дорогому кварталі. Серед її клієнтів були Лоренцо Медічі, герцог Урбіно та інші знатні люди.

## Малюнки
Список з гравюрами видання кінця XVIII століття.
| Мал. | №  | Назва                       | Мужчина                               | Жінка                   | Поза                                                                                                  | Примітка |
| ---- | -- | --------------------------- | ------------------------------------- | ----------------------- | --- | --- |
|      | 0  |                             | -                                     | Венера (Venus Genetrix) | - | Заставка |
|      | 1  | «Паріс та Енона»            | Паріс, царевич Трої                   | німфа Енона             | Мужчина на колінах зверху над жінкою, що лежить, його ноги охоплюють ногу жінки                       | |
|      | 2  | «Анжеліка та Медор»         | Медор                                 | Анжеліка                | Жінка зверху                                                                                          | Персонажі з «Шаленого Роланда» |
|      | 3  | «Сатир та німфа»            | сатир                                 | німфа                   | Місіонерська позиція                                                                                  | |
|      | 4  | «Юлія та атлет»             | атлет                                 | Юлія Старша             | Жінка сидить на мужчині, обернена до нього спиною                                                     | Дочка 1-го римського імператора Августа, була вислана батьком на острів за розпусту. |
|      | 5  | «Геркулес та Деяніра»       | Геракл                                | Деяніра                 | Мужчина, підтримує жінку за стегна на руках і на своєму коліні.                                       | |
|      | 6  | «Марс та Венера»            | Арес                                  | Афродита                | Лежачи лицем до лиця, жінка зверху. Поза місіонерів навпаки.                                          | |
|      | 7  | «Культ Приапа»              | Бог Пан                               | Жінка-сатир             | Жінка сидить, мужчина стоїть                                                                          | |
|      | 8  | «Антоній та Клеопатра»      | Марк Антоній                          | Клеопатра VII           | В позиції на боку, лицем до лиця                                                                      | |
|      | 9  | «Вакх і Аріадна»            | Діоніс                                | Аріадна                 | «Стрибок жаби». Жінка з широко розведеними зігнутими ногами в позиції спиною до мужчини, що стоїть.   | |
|      | 10 | «Поліен та Хрісеіда»        | Полиен                                | Хрісеіда                | Мужчина на колінах перед жінкою, що лежить на спині.                                                  | Поліен — відсутній в міфології герой, пізніша вигадка. |
|      | 11 | «Сатир з дружиною»          | Сатир                                 | Його дружина-сатир      | Місіонерська позиція (мужчина стоїть, жінка сидить)                                                   | |
|      | 12 | «Юпітер і Юнона»            | Зевс                                  | Гера                    | Мужчина стоїть, спираючись одним коліном на ліжко, жінка напівлежить перед ним.                       | |
|      | 13 | Мессаліна в комірці Ліціски | Клієнт римського борделю              | Валерія Мессаліна       | Варіація попередньої пози                                                                             | Дружина імператора Клавдія, відома своєю хтивістю. Щоб задовольнити себе, відвідувала борделі, де віддавалася першому-ліпшому клієнту.                                                              |
|      | 14 | «Ахіл та Брісеіда»          | Ахіл                                  | Брісеіда                | Мужчина тримає на руках жінку, що охопила його руками та ногами                                       | Одна з популярних поз в еротичних сценах у фільмах. |
|      | 15 | «Овідій та Коріна»          | поет Овідій, автор настанов з кохання | Коріна, його кохана     | Місіонерська позиція, зображення позиції № 3 з іншого ракурсу                                         | |
|      | 16 | «Еней і Дідона»             | Еней                                  | Дідона                  | Пестощі вказівним пальцем                                                                             | Найбільш прикриті одягом (серед інших гравюр) персонажі в компанії Купідона зі свічкою |
|      | 17 | «Алківіад і Глікера»        | Алківіад                              | гетера Глікера          | Мужчина стоїть перед жінкою, що лежить, і охоплює руками її коліна. Одна нога жінки випростана вгору. | |
|      | 18 | «Пандора»                   | Мужчина в короні, напевно Епіметей    | Пандора                 | Лежачи на боку лицем до лиця з переплетеними ногами                                                   | Хлопчик із свічкою, можливо, символізує посилання на класичний твір Плінія 'Puer sufflans ignes. Сатир, що намагається приєднатися до любовної гри, відштовхується ногою. Можливий прояв вуаєризму. |

## Твори за мотивами
- 2007 року Майкл Найман поклав на музику 8 із цих віршів — 8 Lust Songs. Після їх виконання 2008 року в Cadogan Hall їх зняли з програми через непристойність[1].
- Сучасний роман «16 насолод» Роберта Хелленга. Молода американка, реставратор книг, їде в Італію рятувати пошкодженні потопом твори. В жіночому монастирі, де героїня працює над відновленням бібліотеки, зібраної Лючією де Медічі, одна з монахинь знаходить шокуючу книгу.

## Також
- Камасутра
- Сексуальні позиції